# Mårten Trotzigs Gränd
Mårten Trotzigs gränd (Hẻm Mårten Trotzig) là một con hẻm ở Gamla stan, thị trấn cổ của Stockholm, Thụy Điển. Dẫn từ Västerlånggatan và Järntorget đến Prästgatan và Tyska Stallplan, chiều rộng 36 bước của nó giảm xuống chỉ 90 cm (35 inch), làm cho con hẻm là con đường hẹp nhất ở Stockholm.

## Lịch sử
Ngõ này được đặt theo tên của thương gia và người Murgen Trotzig (1559-1617), người sinh tại Wittenberg, di cư đến Stockholm vào năm 1581, và mua bất động sản trong ngõ năm 1597 và 1599, cũng mở một cửa hàng ở đó. Tên tiếng Đức gốc của ông được cho là Traubtzich, nhưng ông cũng được đề cập dưới nhiều tên khác, như Trutzich, Trutzigh, Trusick, Trotuitz, Tråtzich, Trotzigh, và Tråsse. Theo các nguồn từ cuối thế kỷ 16, ông đã kinh doanh sắt đầu tiên và sau đó bằng đồng, năm 1595 đã tuyên thệ lời thề của ông ta và sau đó trở thành một trong những thương gia giàu có nhất ở Stockholm. Tuy nhiên ông đã bị đánh đến chết trong một chuyến đi đến Kopparberg năm 1617.